# Falsoxanthalia desmarestii
Falsoxanthalia desmarestii is een keversoort uit de familie winterkevers (Tetratomidae). De wetenschappelijke naam van de soort werd in 1807 gepubliceerd door Pierre André Latreille.